# Budzenie zmarłych
Budzenie zmarłych (ang. Call for the Dead) – to pierwsza powieść w dorobku Johna le Carré. Przedstawia nowy typ bohatera literatury „szpiegowskiej” - George’a Smileya - niskiego, otyłego, noszącego grube okulary, ale genialnego pracownika służb specjalnych, którego głównym atutem jest wzbudzanie w ludziach zaufania i chęci do zwierzeń. 

## Fabuła
Do obowiązków George’a Smileya, weterana brytyjskich służb specjalnych, należy przeprowadzanie kontroli pracowników instytucji państwowych. Dwa dni po sprawdzeniu urzędnika Ministerstwa Spraw Zagranicznych nazwiskiem Fennan, zostają odnalezione jego zwłoki. Prawdopodobna przyczyna zgonu - samobójstwo. Wdowa imieniem Elsa - Żydówka, która uciekła z nazistowskich Niemiec, opowiada nieprzekonujące kłamstwa. Smiley podejrzewa, że Fennan został zamordowany, ale szefowie nalegają, aby jak najszybciej zakończył sprawę. Smiley kontynuuje ją jednak przy pomocy detektywa policji Mendela i odkrywa, że zamieszani są w nią ludzie, których zwerbował przed wojną w Niemczech.